# توم تايلور (لاعب اتحاد الرغبي)
توم تايلور (بالإنجليزية: Tom Taylor)‏ هو لاعب اتحاد الرغبي نيوزيلندي، ولد في 11 مارس 1989 في كرايستشرش في نيوزيلندا.

## وصلات خارجية
- توم تايلور عل موقع إسبنسكروم (الإنجليزية)
- توم تايلور على موقع ItsRugby.co.uk (الإنجليزية)